# Viola formosana
Viola formosana är en violväxtart som beskrevs av Bunzo Hayata. Viola formosana ingår i släktet violer, och familjen violväxter. Utöver nominatformen finns också underarten V. f. kawakamii.